# Ecce homo
Pour les articles homonymes, voir Ecce homo (homonymie).
Ne doit pas être confondu avec Voici l'homme, Christ de pitié, Homme de douleurs ou Serviteur souffrant.

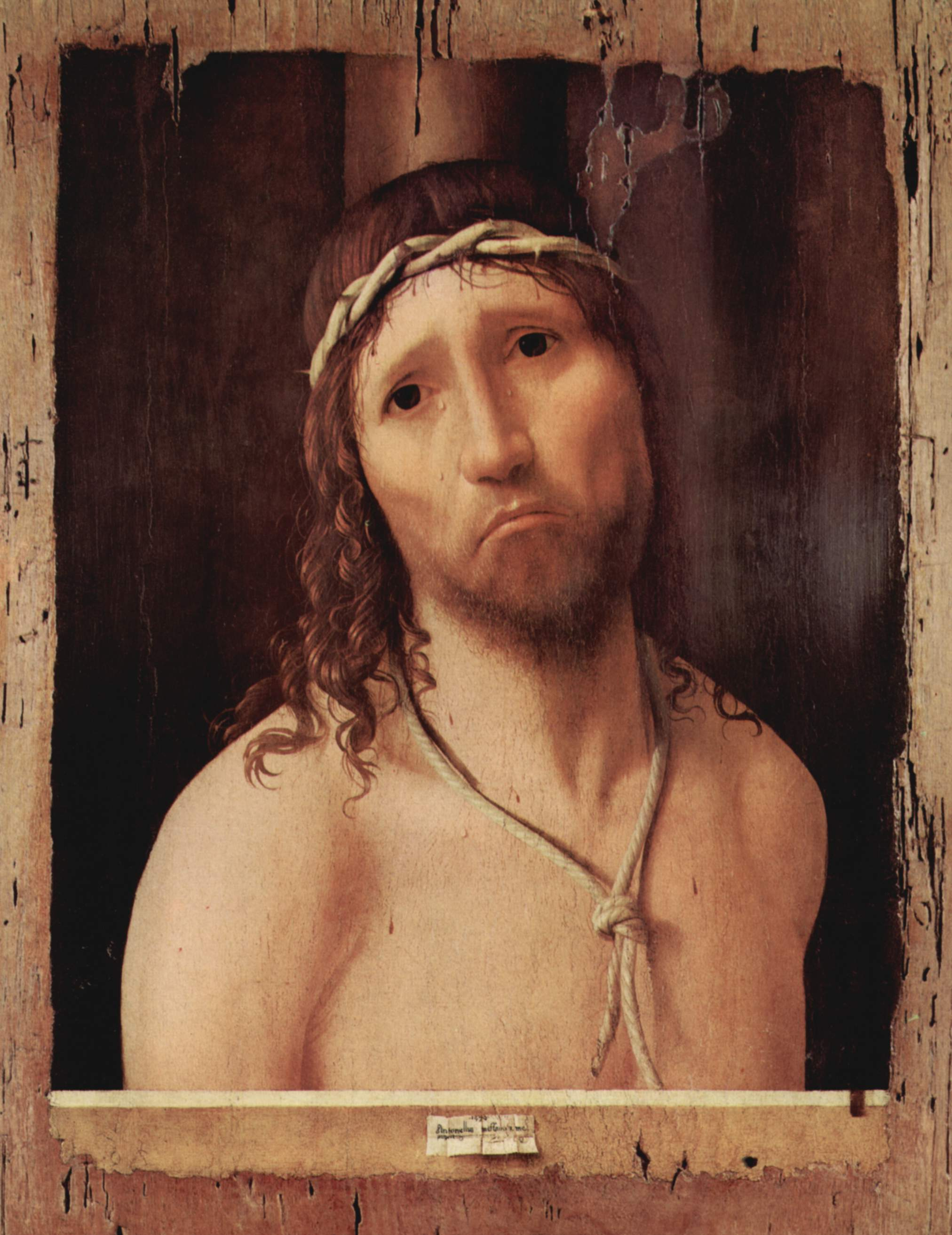
Antonello de Messine, Ecce homo (1473), Piacenza, Collège Alberoni.

Ecce homo est une expression latine signifiant « voici l'homme ». Il s'agit de l'expression prêtée à Ponce Pilate, gouverneur romain de Judée, dans la traduction de la Vulgate de l'Évangile selon Jean (19:5) lorsqu'à Jérusalem, il présente à la foule Jésus de Nazareth sortant du prétoire, après la flagellation. La phrase correspondante en grec ancien est Ἰδού ὁ ἄνθρωπος / Idoύ ho anthrôpos.
Un Ecce Homo sur le plan artistique est une représentation de Jésus de Nazareth debout, couronné d'épines et revêtu d'une cape, ou d'une robe de pourpre, les deux mains entravées par une corde, tenant un sceptre de roseau, ou aussi un rouleau à la main, sanglant, pâle, dans l'état ou il a été présenté aux juifs par Pilâte en leur disant "Ecce Homo!". Cette représentation pouvant comporter des variantes selon les œuvres.

## Ecce homocomme motif artistique

### Peintures référencées
Ecce homo est le titre classiquement donné à une œuvre représentant Jésus couronné d'épines, même lorsque Pilate est absent :
- Ecce homo (1494), par Jean Hey, huile sur bois, musées royaux des Beaux-Arts, Bruxelles[2] ;
- Ecce homo, 1485, par Jérôme Bosch, conservé à Francfort-sur-le-Main ;
- Albrecht Dürer a peint un Ecce homo, connu comme L'Homme de douleurs, Staatliche Kunsthalle de Karlsruhe ;
- Ecce homo, de Quentin Metsys, musée du Prado ;
- Ecce homo, d'Andrea Mantegna (1500), musée Jacquemart-André ;
- Ecce homo, du Sodoma, vers 1500-1530, Metropolitan Museum of Art ;
- Ecce homo, du Corrège, National Gallery de Londres ;
- Ecce homo, du Tintoret, Alte Pinakothek de Munich ;
- Ecce homo, du Titien,  musée du Prado ;
- Ecce homo par Wenzel Coebergher, 1576-1634, musée des Augustins de Toulouse[3]
- Ecce homo, par Le Caravage (1605), palazzo Bianco de Gênes ;
- Ecce homo, par Giovanni Baglione (1606), Galerie Borghèse de Rome ;
- Ecce homo, par Giandomenico Tiepolo (1727-1804), musée des beaux-arts de Caen[4] ;
- Ecce homo, d'Honoré Daumier, Museum Folkwang d'Essen ;
- Ecce homo, d'Antonio Ciseri, galerie d'Art moderne de Florence ;
- Ecce homo, d'Hippolyte Michaud, Musée des beaux-arts de Beaune ;
- Ecce homo, d'Elías García Martínez (années 1910), église de la Vierge de la miséricorde de Borja[5],[6] ;
- Ecce homo, de George Grosz (Berlin, éditions Malik, 1923) ;
- Ecce homo, de Paul Delvaux (Scheringa Museum of Realist Art, 1957);

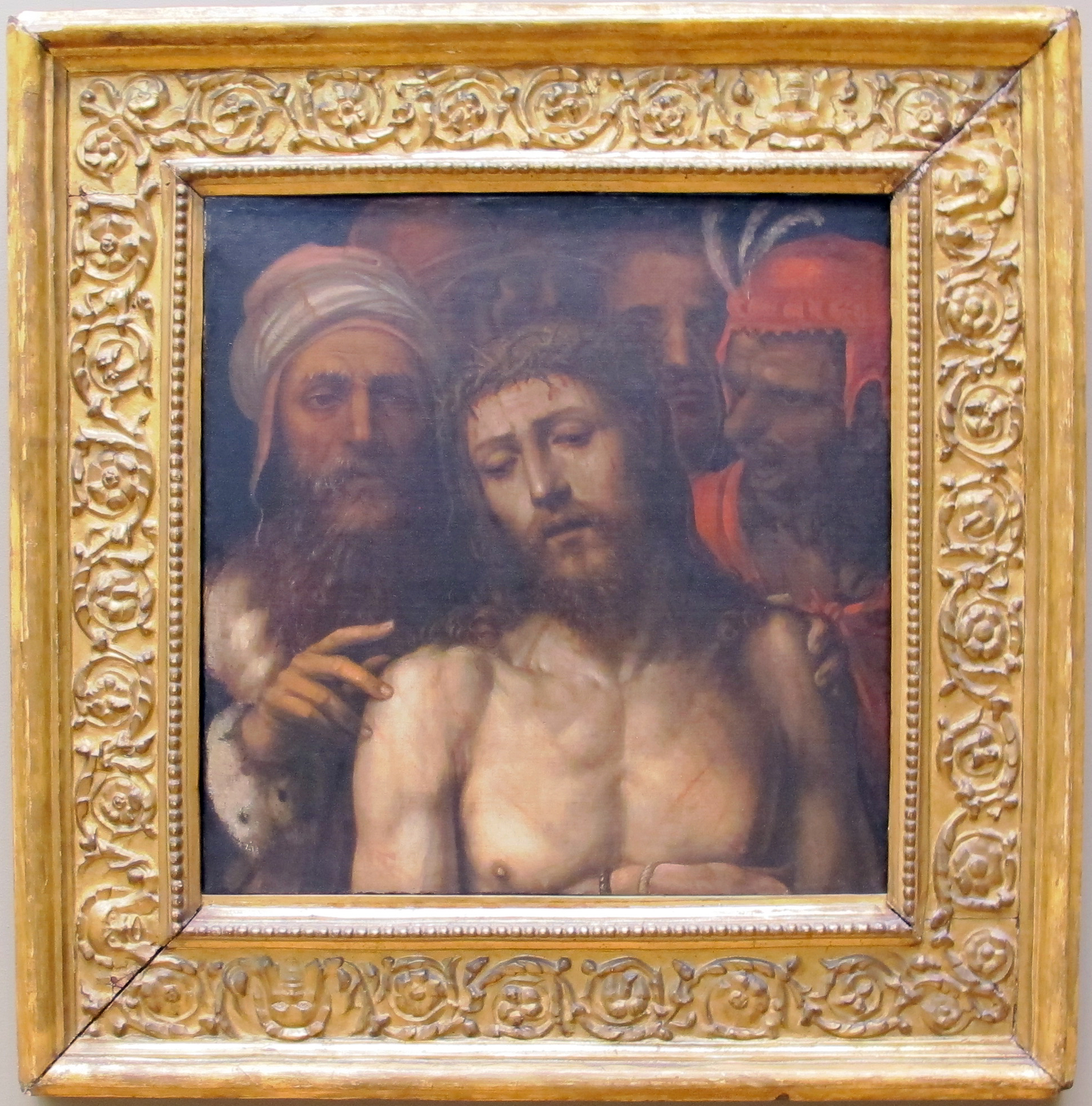
Sodoma, Ecce homo (vers 1500-1530), Metropolitan Museum of Art.
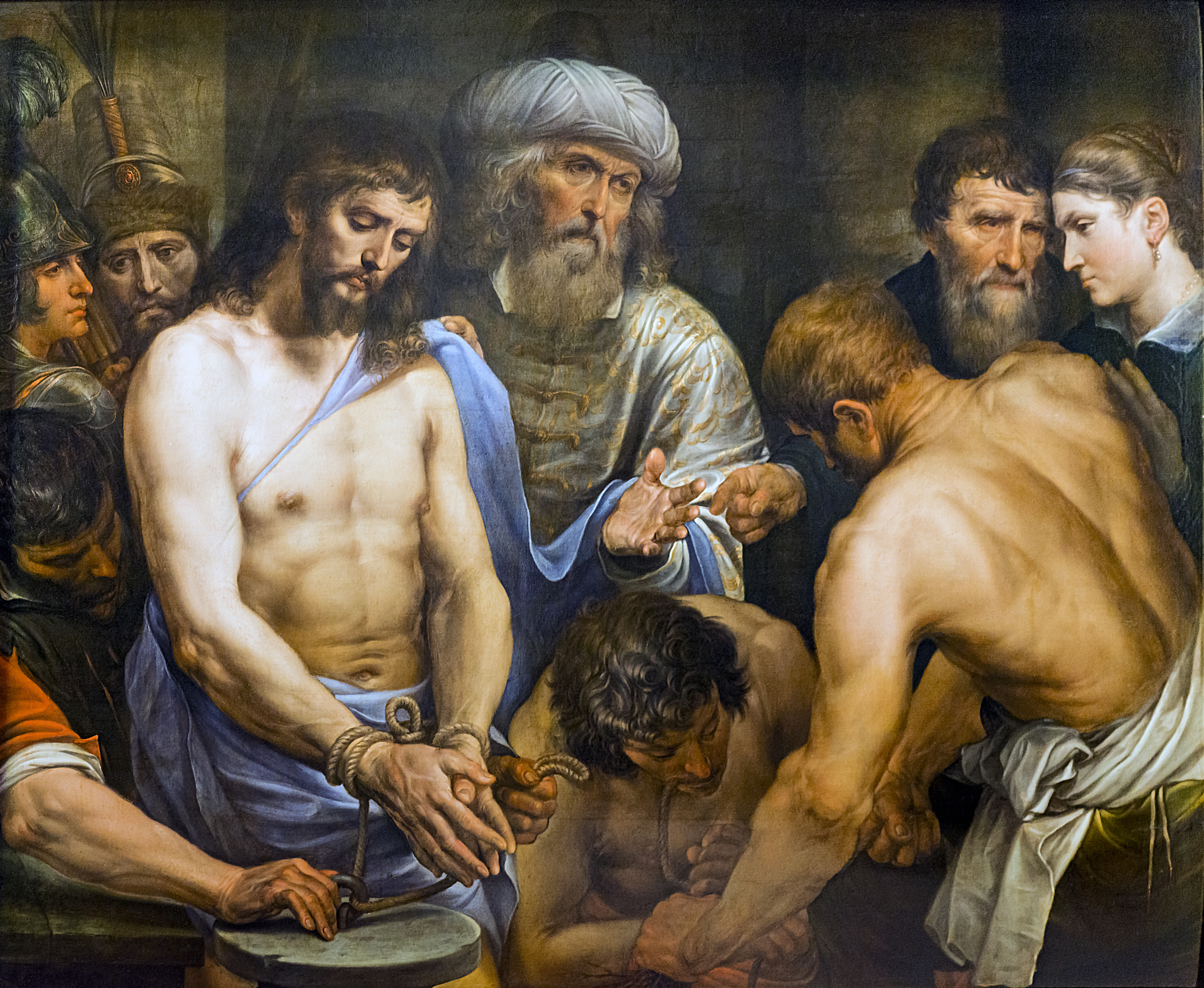
Wenzel Coebergher Ecce homo, musée des Augustins de Toulouse.
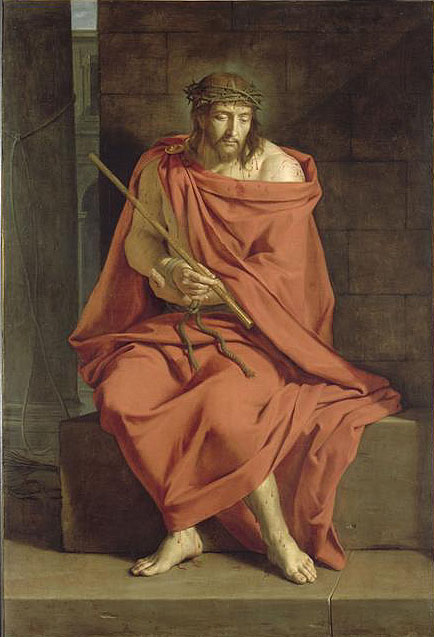
Philippe de Champaigne, Ecce homo, musée national de Port-Royal des Champs.
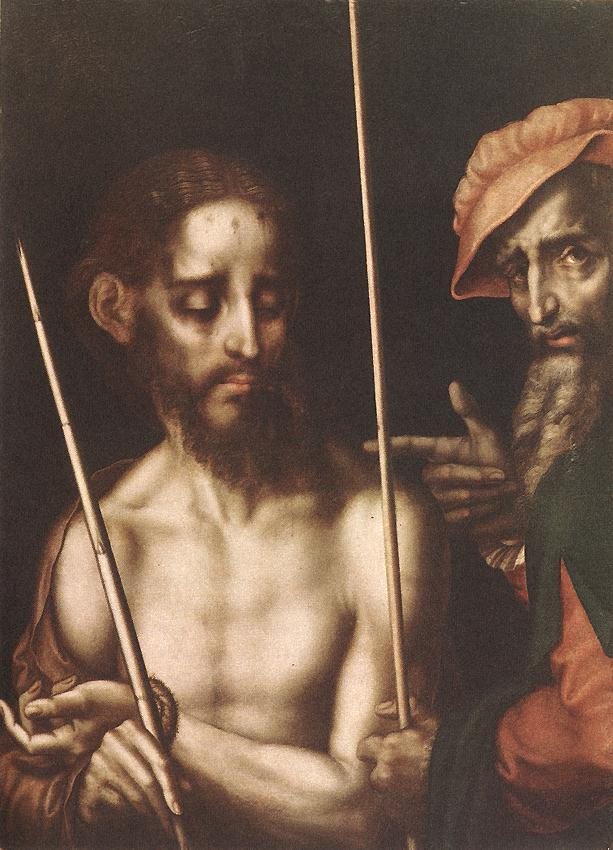
Luis de Morales, Ecce homo, The Hispanic Society of America.

### Gravure
- Ecce homo, de Rembrandt, 1655, conservée au musée de la maison de Rembrandt ;
- Ecce homo, de Martin Schongauer, XVe siècle ;
- Ecce homo, deux gravures d'Albrecht Dürer, dans les séries Grande Passion (conservée à l'Albertina de Vienne) et Petite Passion (conservée au British Museum) ;
- Ecce homo, d'Albrecht Dürer, 1512, conservée au musée d'art de l'université de Princeton ;
- Ecce homo, de Jean-Pierre Norblin de La Gourdaine, 1774-1789, conservée au musée national de Varsovie.

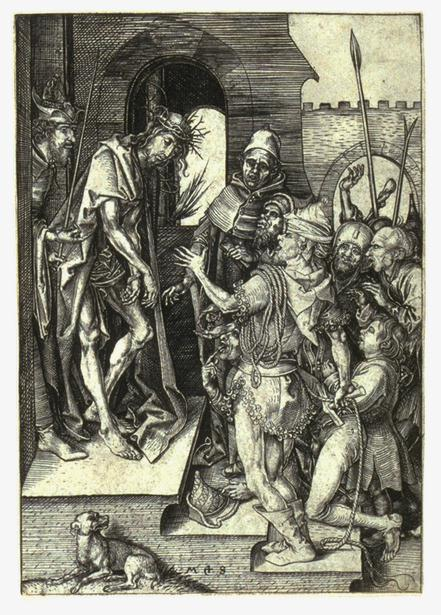
Martin Schongauer, Ecce Homo (XVe siècle).
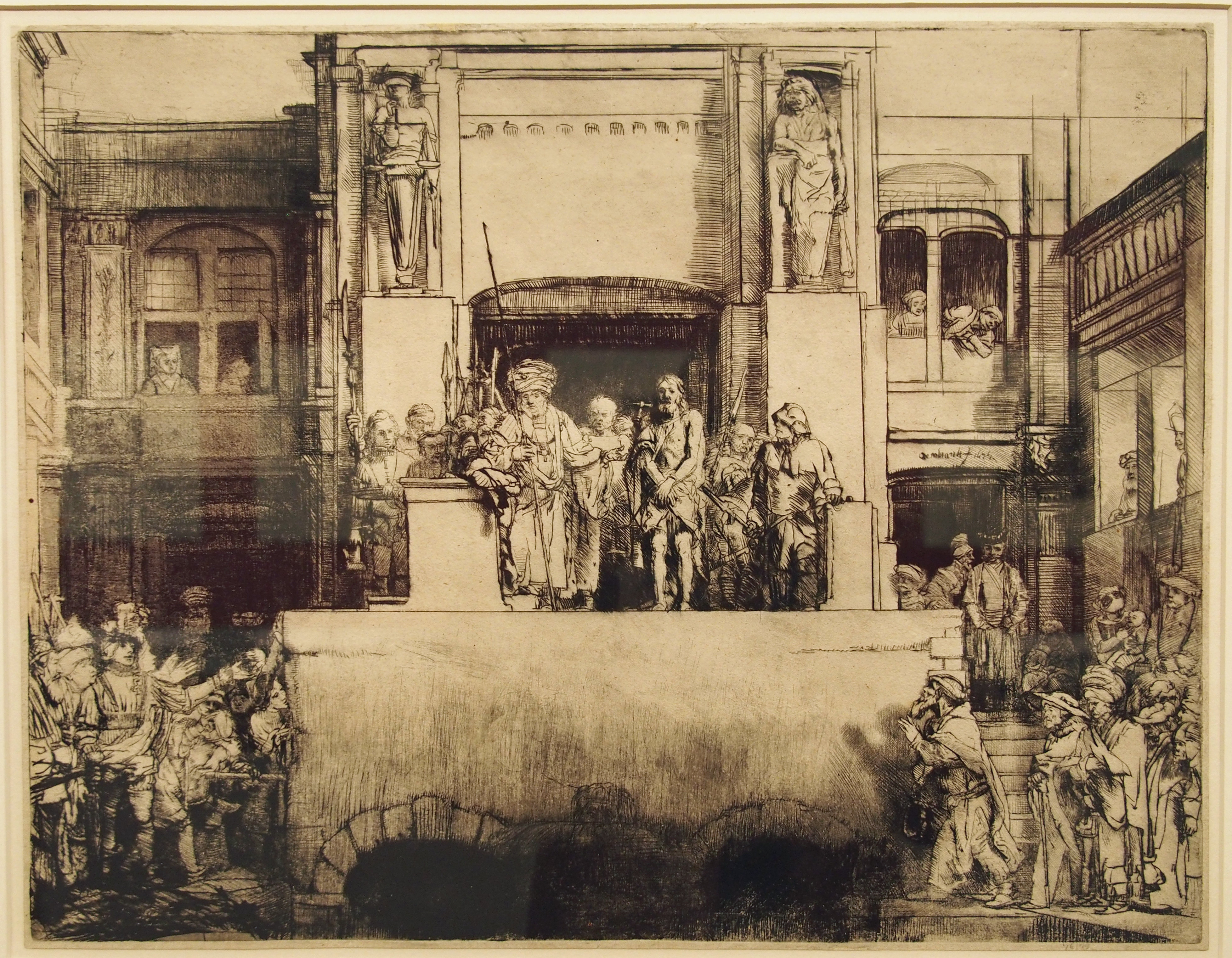
Rembrandt, Ecce homo (1655).
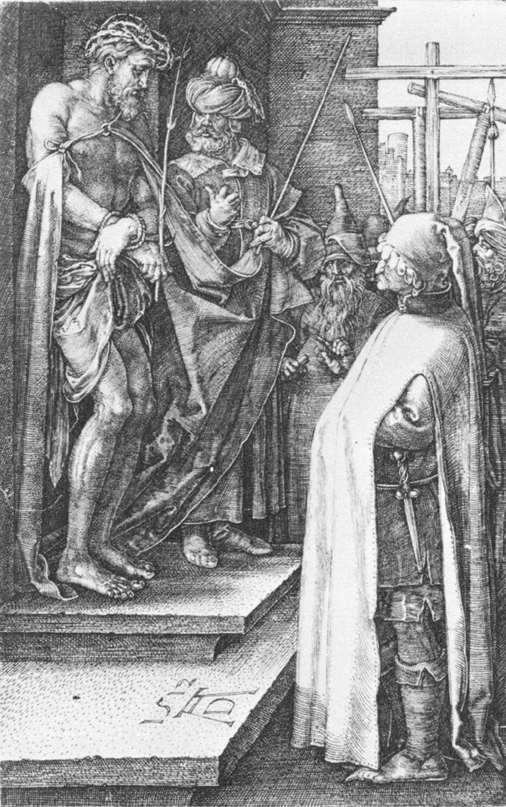
Albrecht Dürer, Ecce homo (1512).
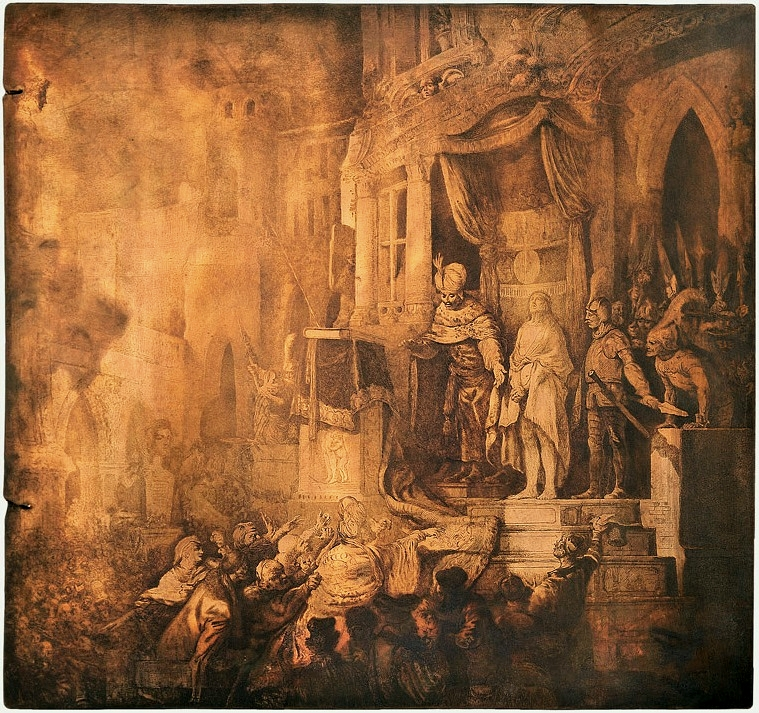
Jean-Pierre Norblin de La Gourdaine, Ecce homo (1774-1789).

### Sculpture
- Ecce homo, sculpture du XVIe siècle, église Notre-Dame de la Dalbade à Toulouse[Note 1] ;
- Ecce homo en pierre, du monument funéraire de Pierre Bury (XVIe siècle), dans la Cathédrale Notre-Dame d'Amiens ;
- Ecce homo, sculpture de Josep Maria Subirachs sur la façade de la Passion de la Sagrada Família, Barcelone ;
- Ecce homo en bois polychrome, (vers 1530), Beauvais, Église Notre-Dame de Marissel.

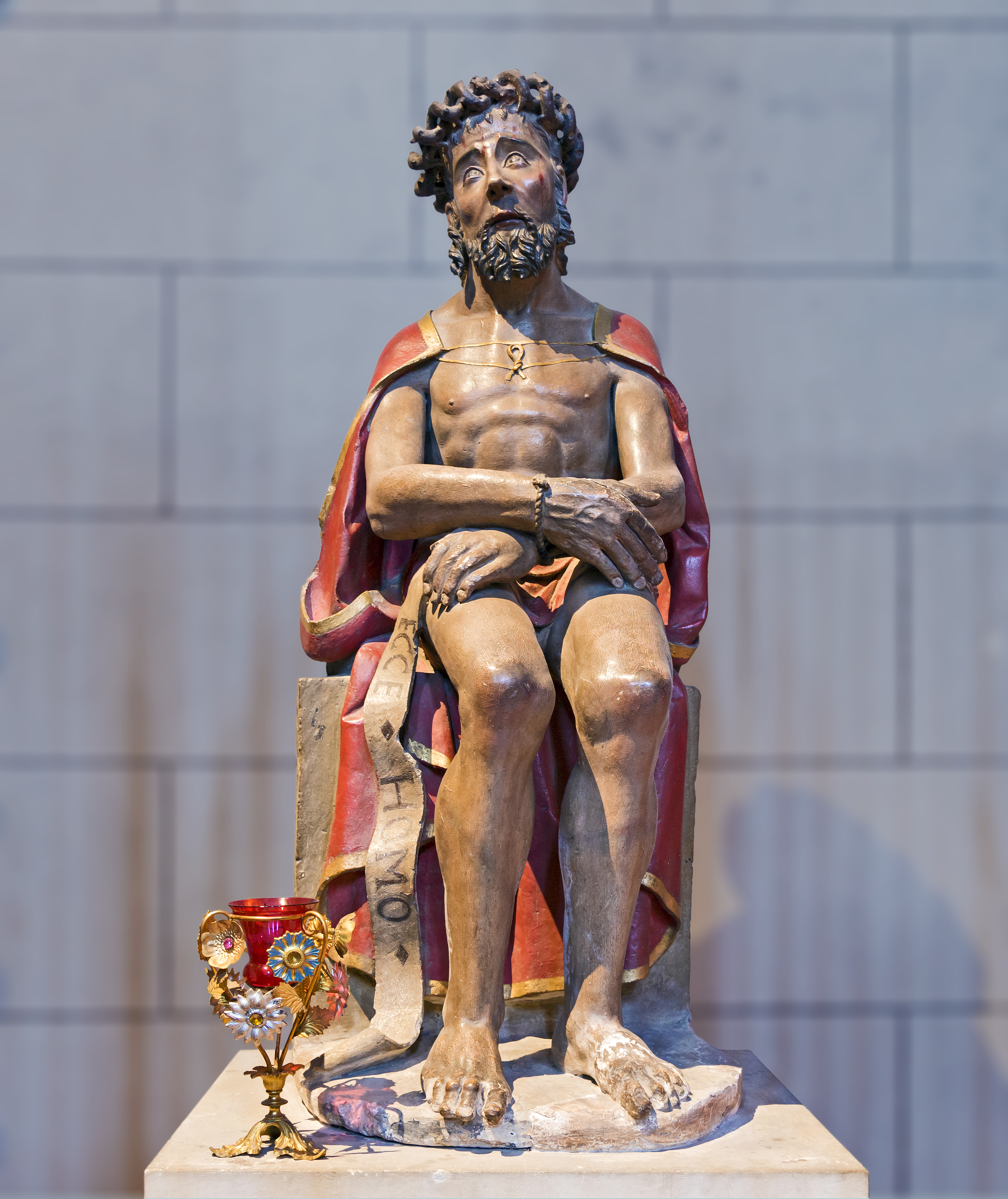
Ecce homo, Toulouse, église Notre-Dame de la Dalbade.
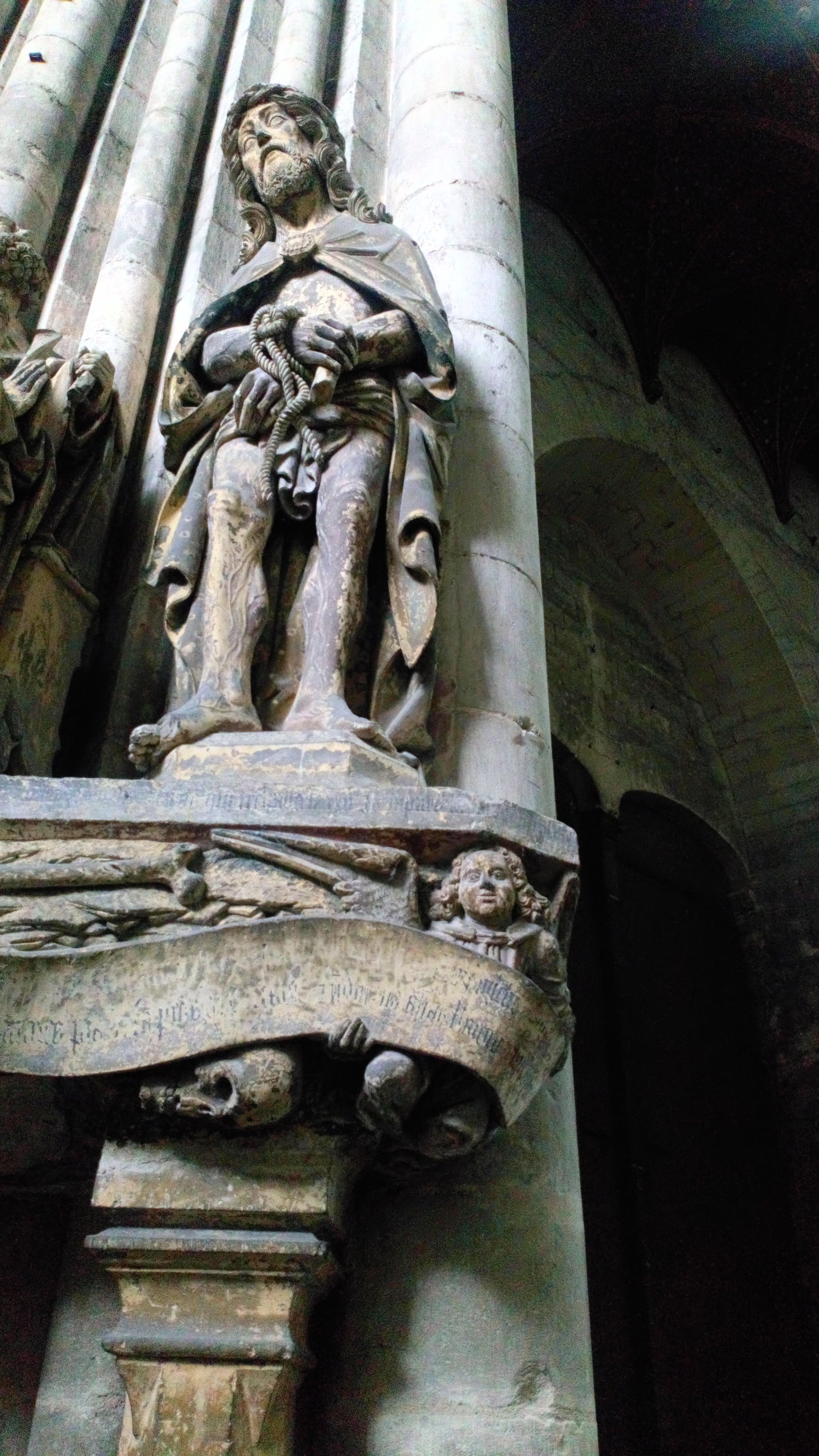
Ecce homo du monument funéraire de Pierre Bury, cathédrale Notre-Dame d'Amiens
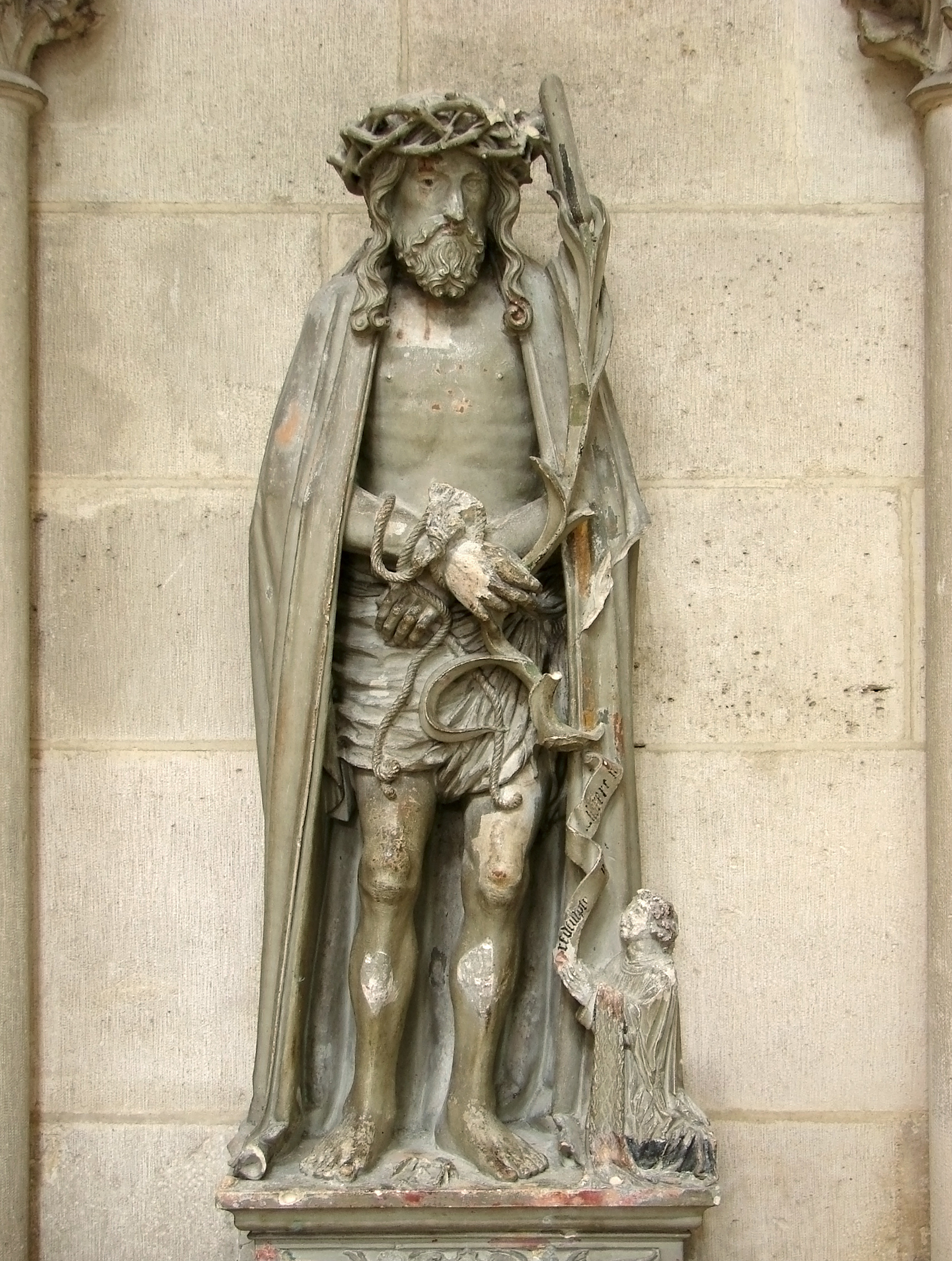
Ecce homo (XVIe siècle), cathédrale Saint-Étienne de Meaux.
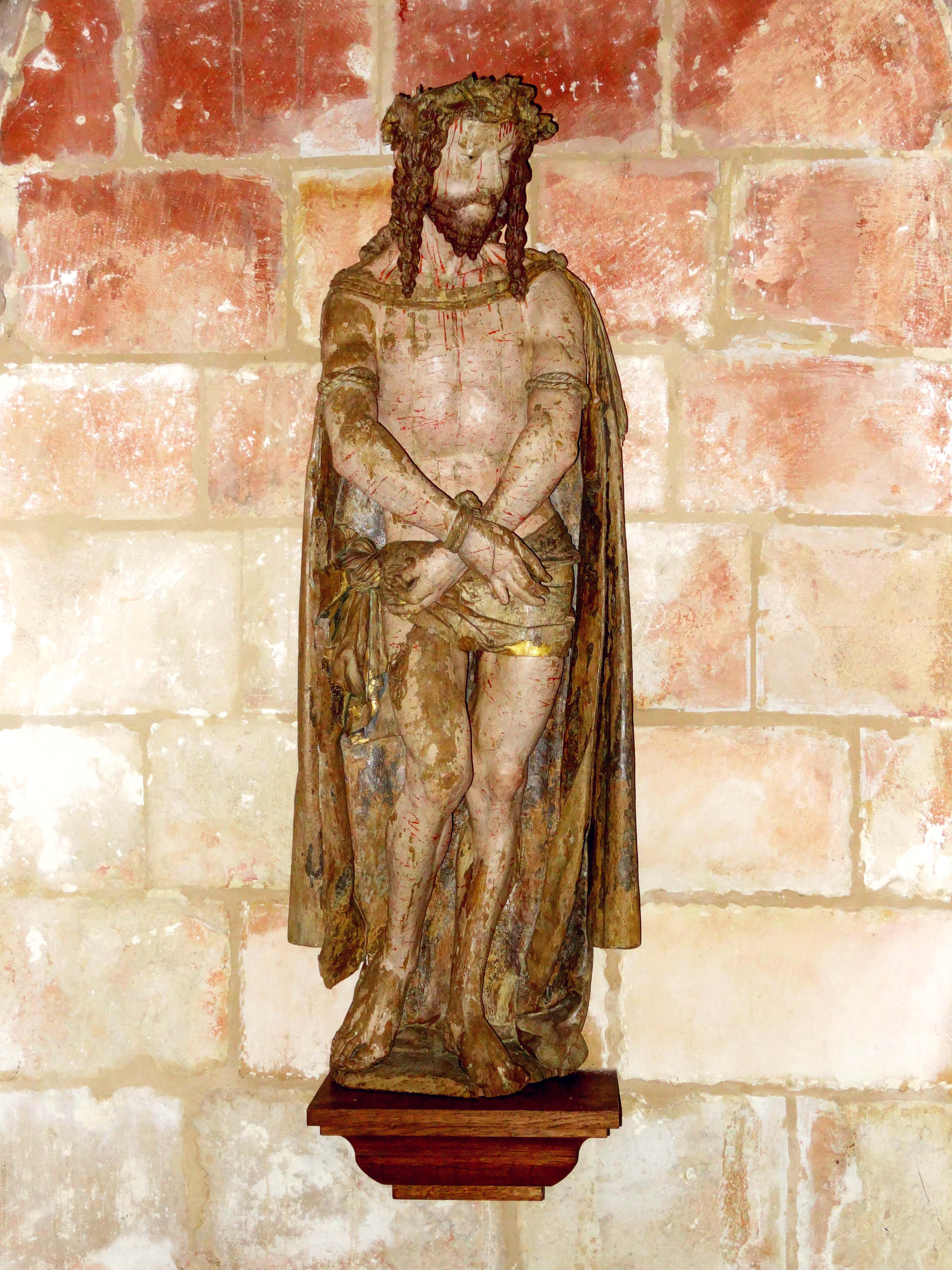
Beauvais, Église Notre-Dame de Marissel, Ecce homo (bois polychrome, vers 1530).
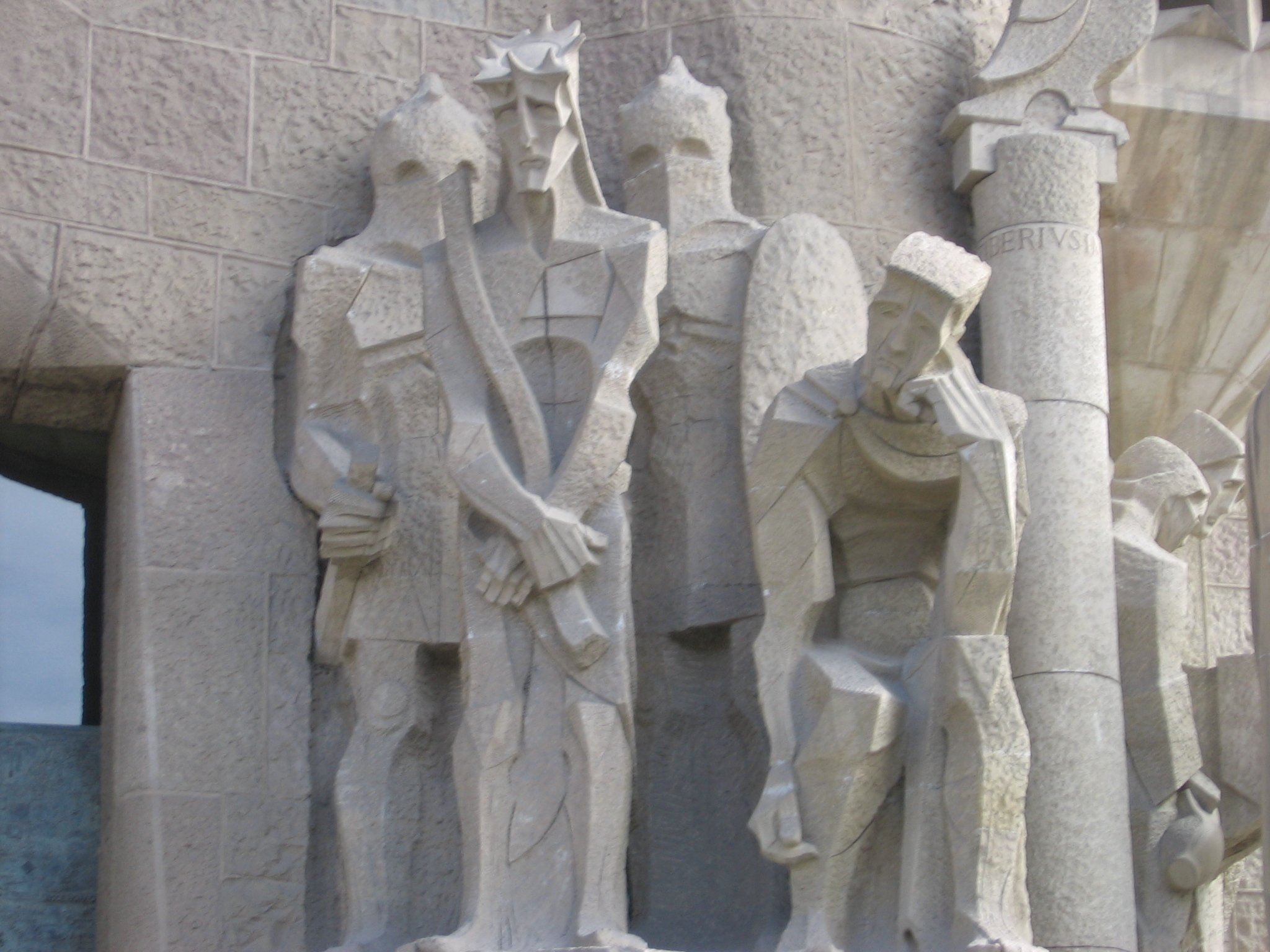
Ecce homo de la façade de la Passion de la Sagrada Família de Barcelone.